# Terrasite
Terrasite è l'ottavo album in studio del gruppo musicale statunitense Cattle Decapitation, pubblicato il 12 maggio 2023 dalla Metal Blade Records.

## Descrizione
Parlando della concezione dell'album, il frontman Travis Ryan ha descritto Terrasite come una continuazione del precedente album Death Atlas:
Il titolo dell'album è una parola inventata dallo stesso Ryan, e fa riferimento alle creature protagoniste dei testi dell'album e presenti anche sulla copertina del disco, disegnata come quelle di gran parte della discografia del gruppo da Wes Benscoter. Il termine (lett. divoratori della Terra) è formato da due termini greci, Terra e Sitos, riferimento al ruolo dell'umanità nella distruzione del pianeta Terra. L'album in sé è infatti un concept album che vede il genere umano, estintosi in Death Atlas, rinascere come nuove creature simili agli scarafaggi per continuare a divorare e distruggere il suo pianeta. L'ispirazione alla scrittura dei testi delle canzoni è stata data, sempre secondo Travis Ryan, da «una condizione di stress, angoscia, rabbia, ira, risentimento, depressione, ansia, una prospettiva miserabile della nostra specie sia a livello quotidiano, un livello ampio e mondiale, che a livello filosofico».
Acclamato dalla critica specializzata, musicalmente è stato descritto come un album di progressive death metal e di deathgrind melodico, con sonorità frutto del mix di death metal e black metal, come anche di melodic e technical death metal. Lo staff di Lambgoat, in particolare, descrive l'evoluzione dei Cattle Decapitation da una band grindcore a un «qualcosa di ancora più maniacale con questo album, una reale e geniale interpretazione ibrida di pesante death metal, grindcore brutale e terrore lirico».
Il brano che dà conclusione all'album, intitolato Just Another Body, è stato scritto dal cantante Travis Ryan influenzato dalla scomparsa, nel 2022, degli amici e colleghi Trevor Strnad, cantante dei The Black Dahlia Murder, e Gabe Serbian, batterista dei The Locust e in precedenza membro fondatore degli stessi Cattle Decapitation, ed è stato descritto come una «power ballad di progressive technical deathgrind», con una lunga sezione finale di tastiere e voci pulite, in contrasto con i blast beat e i riff «martellanti» che pervadono il resto della canzone. L'album stesso è stato dedicato alla memoria di Serbian.

## Tracce
Testi di Travis Ryan, musiche dei Cattle Decapitation.
1. Terrasitic Adaptation – 5:02
2. We Eat Our Young – 3:56
3. Scourge of the Offspring – 4:29
4. The Insignificants – 4:43
5. The Storm Upstairs – 5:28
6. ...and the World Will Go On Without You – 4:14
7. A Photic Doom – 4:27
8. Dead End Residents – 5:09
9. Solastalgia – 4:57
10. Just Another Body – 10:16

## Formazione
Gruppo
- Travis Ryan – voce, direzione artistica
- Josh Elmore – chitarra solista
- Belisario Dimuzio – chitarra ritmica
- Olivier Pinard – basso
- Dave McGraw – batteria

Altro personale
- Dave Otero – produzione, missaggio, mastering; tastiera aggiuntiva (traccia 10)
- Dis Pater – tastiera, sintetizzatore, percussioni (tracce 1, 3 e 10)
- Mike Low – ingegneria del suono aggiuntiva
- Wes Benscoter – copertina

## Classifiche
| Classifica (2023)         | Posizione massima |
| ------------------------- | ----------------- |
| Austria                   | 66                |
| Germania                  | 34                |
| Regno Unito (independent) | 12                |
| Regno Unito (rock)        | 4                 |
| Stati Uniti (independent) | 48                |
| Stati Uniti (hard rock)   | 17                |
| Svizzera                  | 68                |